# Ivana Kobilca
Ivana Kobilca, née le 20 décembre 1861 à Laibach (aujourd'hui Ljubljana) et morte le 4 décembre 1926 dans la même ville) est une peintre slovène appartenant au courant réaliste. Elle a vécu, étudié et travaillé dans de nombreuses villes européennes comme Vienne, Sarajevo, Berlin, Paris et Munich. Elle fut membre de la Société nationale des beaux-arts de Paris.

## Œuvres
Ivana Kobilca est la plus célèbre femme peintre de Slovénie. La plupart de ses peintures sont réalisées dans les années 1880 et 1890.
Elle réalise beaucoup de portraits, de paysages et de natures mortes. Elle s’orientera plus tard vers le courant impressionniste. Ses peintures les plus connues sont Kofetarica (La Buveuse de café) ; Citrarica, Likarice, Holandsko dekle (Une femme hollandaise), Portret sestre Fani (Portrait de Sœur Fani) et Poletje (Été).
Après son passage à Berlin, l’artiste réalise essentiellement des natures mortes de fleurs. Ses couleurs favorites sont le noir et le brun, et seuls les pastels sont roses et blancs. Après 1889, ses peintures deviennent moins sombres avec des nuances bleutées, ce qui était typique pendant son séjour à Paris.
Son portrait figurait sur l’ancien billet slovène de 5 000 tolars avant que le pays ne passe à l’euro en 2007.

## Galerie

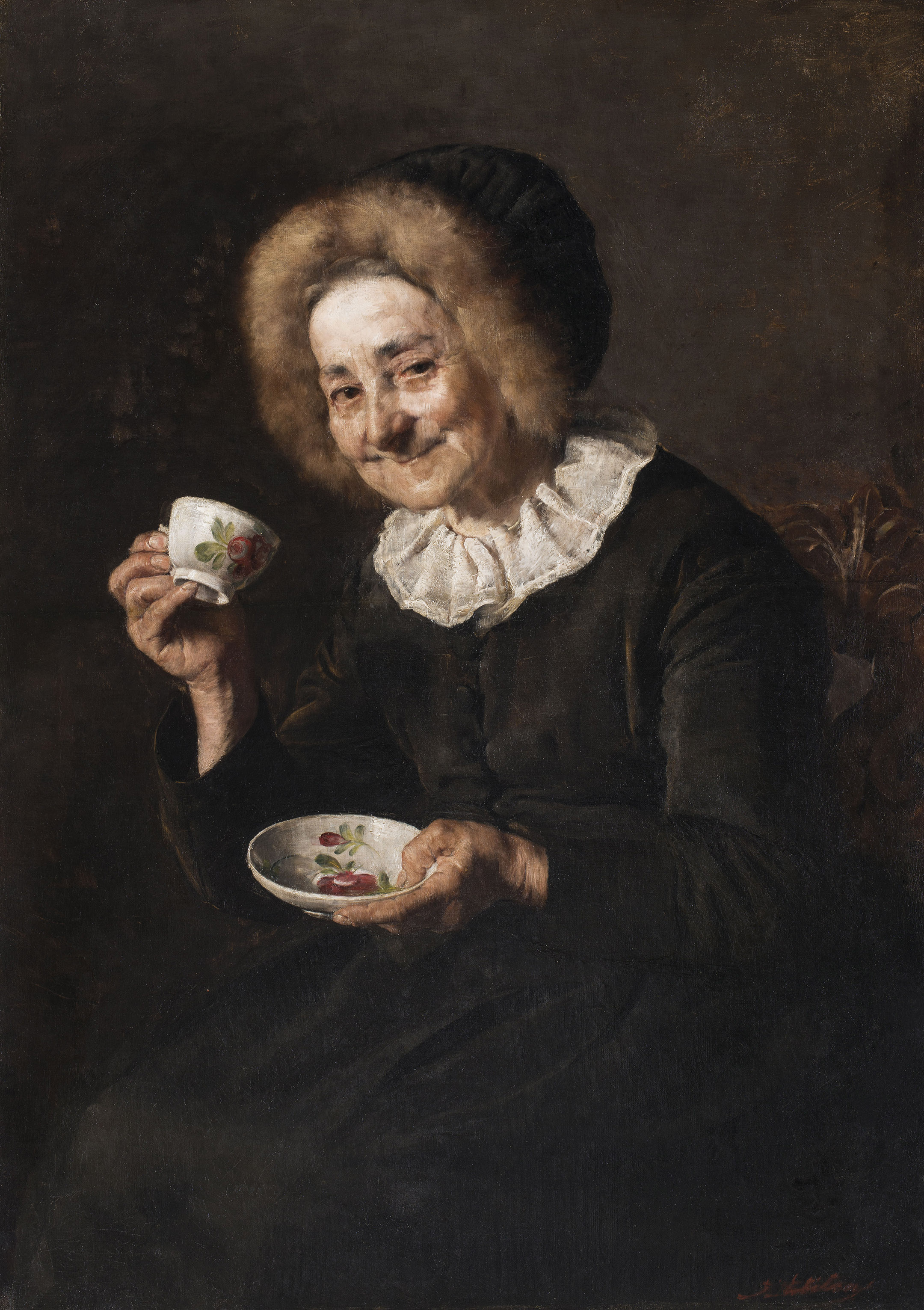
La Buveuse de café, 1888 (Galerie nationale de Slovénie, Ljubljana)
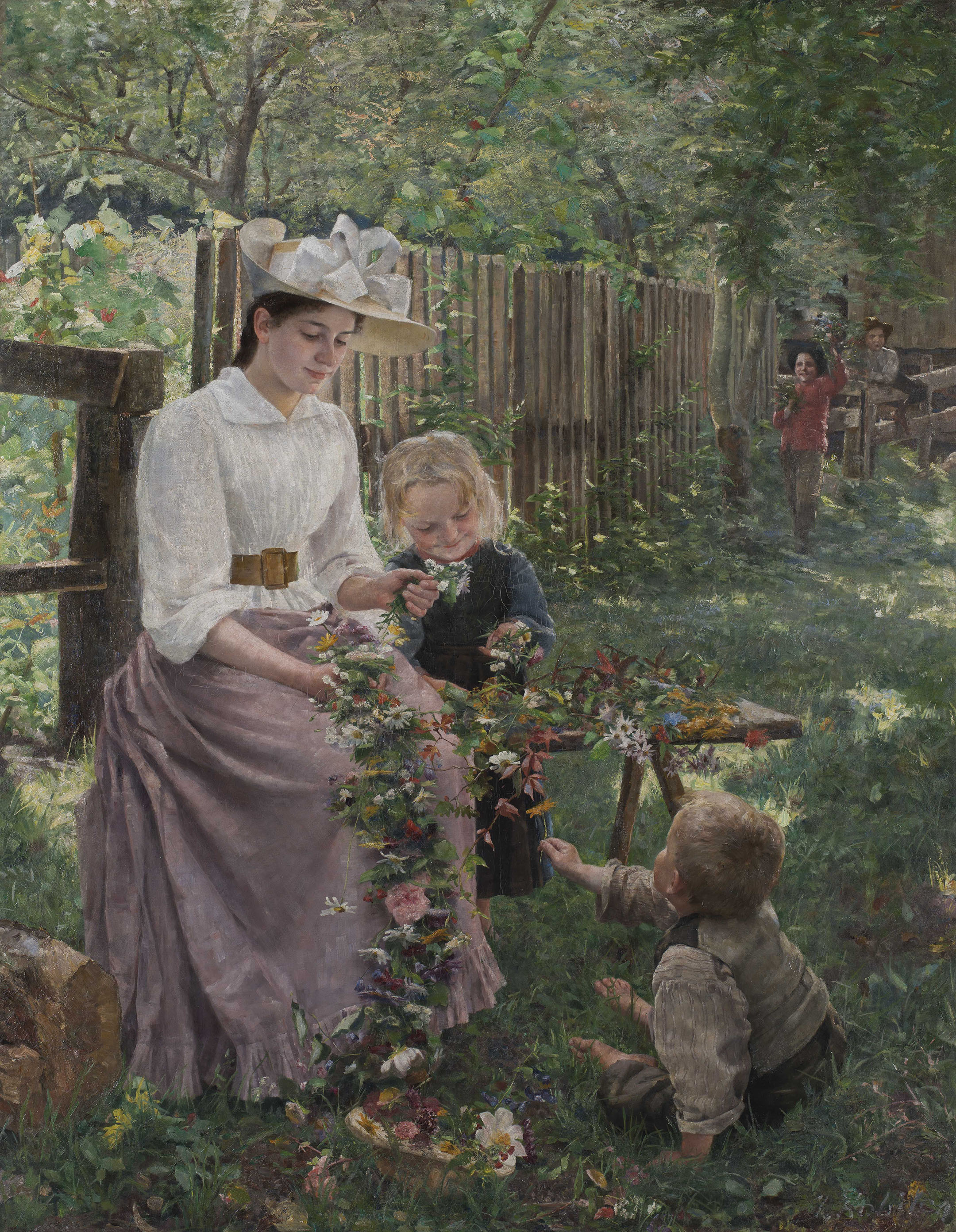
Été, 1889-1890 (Galerie nationale de Slovénie, Ljubljana)